# لوري لورانس
لوري لورانس (بالإنجليزية: Laurie Lawrence)‏ هو مدرب رياضي أسترالي، ولد في 14 أكتوبر 1941.

## وصلات خارجية
- لوري لورانس على موقع IMDb (الإنجليزية)